# Calliopius sablensis
Calliopius sablensis är en kräftdjursart som beskrevs av Edward Lloyd Bousfield och Hendrycks 1997. Calliopius sablensis ingår i släktet Calliopius och familjen Calliopiidae. Inga underarter finns listade i Catalogue of Life.